# Bolekhiv
Bolekhiv (ukrainsk: Боле́хів, tr. Bolékhiv, ukrainsk udtale: [bɔˈɫɛxʲiu̯]  ( hør); polsk: Bolechów; jiddisch: באָלעכאָוו) er en regional by i den vestlige del af Ukraine med 10.330 (2021) indbyggere.
Bolekhiv ligger ved foden af bjergkæden Karpaterne. Den var engang hjemsted for et stort jødisk samfund, hvoraf meget få overlevede Anden Verdenskrig. Bolekhiv er sæde for administrationen af Bolekhiv by-hromada, en af Ukraines hromadaer, der ligger i Kalusj rajon i Ivano-Frankivsk oblast (provins).

## Historie
Bolekhiv nævnes første gang i historiske optegnelser i 1371 efter Kongeriget Galicien-Volhynias nederlag til Polen. Under Galicien-Volhynia-krigene i det 14. århundrede var Bolekhiv på forskellig vis en del af Polen, Ungarn (Danylo Dazjbohovytj) og Litauen. Efterfølgende lykkedes det for kong Jogaila af Polen, og Bolekhiv blev en del af kongeriget Polen.
I 1546 etablerede Emilia Hrosovska et saltraffinaderi i byen. I 1603 gav Sigismund III Vasa byen Magdeburg-rettighederne. På det tidspunkt var Bolekhiv-regionen involveret i Oprysjky-bevægelsen ledet af Oleksa Dovbusj, og der ankom tyske kolonister.
Ved Polens første deling mellem Preussen, Rusland og Østrig i 1772 lå Bolekhiv i den del af Polen, der tilfaldt Østrig. Byen kom herefter til at høre til Kongeriget Galicien og Lodomerien, der var en del af de Habsburgske Arvelande og fra 1867 var et af kronlandene i Østrig-Ungarn. 
Efter Første Verdenskrig og Østrig-Ungarns opløsning i 1918, blev Bolekhiv igen en del af den genetablerede polske stat. I den Anden polske republik var byen sæde for et amt i Voivodskabet Stanisławów.
Efter Anden Verdenskrig kom Bolekhiv til Sovjetunionen som del af den Ukrainske SSR, hvor byen blev sæde for sin egen rajon (en region med lokal regeringsførelse). I 1964 blev dens rajon fusioneret med Dolyna rajon.
Efter Sovjetunionens opløsning i 1991, hvor den Ukrainske SSR blev transformeret til den moderne stat Ukraine, har byen hørt til Ukraine. Siden 1993 har byen været en del af Ivano-Frankivsk Oblast.

### Bolekhiv jøder
Der har været et jødisk samfund i Bolekhiv (jiddisch udtale: Bolechov) siden dets oprettelse af Nicholas Gydzincki. Bygrundlæggeren proklamerede lige rettigheder til de tre etniske grupper, der bor der, jøder, polske katolikker og ruthenere (ukrainere af de græsk-ortodokse), og dette blev bekræftet af Sigismund III Vasa, kongen af det nye polsk-litauiske Commonwealth, tidligere kronprins af Polen, storhertugen af Litauen, og senere til at blive konge af Sverige.
I 1890 var femoghalvfjerds procent af befolkningen i Bolekhiv (4.237 mennesker) jøder.
Grusomheder begyndte i 1935 af en fjendtlig regering og befolkning, og eskalerede efter den tyske erobring i 1941.
I 1940 nåede den jødiske befolkning i Bolekhiv op på omkring 3.000.
Den 28. og 29. oktober 1941 gennemførte det tyske politi , fire måneder efter at have erobret byen, en første udslettelsesaktion i Bolekhiv, som omfattede en liste med 1.000 jødiske rabbinere, ledere, læger og rigere mennesker, som var tortureret i to dage og derefter skudt i en nærliggende skov, nogle levende begravet.
I 1941 og 1942 blev der føjet tusindvis af jøder til befolkningen, fra de omkringliggende byer.
Omkring et år senere, 3. til 5. september 1942, planlagde tyskerne en anden aktion. Jøderne blev advaret på forhånd af et medlem af deres judenrat, som befandt sig i en nærliggende by, men mange af de lokale ukrainere begyndte en mordtogt den foregående eftermiddag, primært rettet mod børn, i forfærdelige barbariske handlinger. Tyskerne deltog i aktionen og fortsatte med at gribe folk fra deres huse eller gemmesteder. Omkring 1.500 jøder blev myrdet, 600-700 af dem børn, og yderligere 2.000 jøder blev sendt til Belzec-dødslejren, hvor de fleste efterfølgende blev myrdet.
Andre aktioner fortsatte ind i 1943, da de overlevende 900 jøder, der arbejdede i provisoriske "arbejdsgrupper", blev marcheret til kirkegården i nærheden, i grupper på 100 eller 200, og skudt.
Kun 48 jøder i byen overlevede 2. verdenskrig.

## Geografi
Bolekhiv-kommunen lå i den vestlige del af Ukraine i Ivano-Frankivsk oblast. Det delte grænser med Dolyna rajon mod øst, Lviv oblast (mod nord, sydvest og vest), Zjydatjiv rajon, Stryj rajon og Skole rajon. To floder, Sukil og Svitja, løber gennem byen, før de løber ud i Dnestr. Karpaterne ligger mod sydvest. Bolekhiv ligger på Ukraines hovedvej 10 mellem Dolyna og Stryj. Hovedstaden Kyiv er cirka 300 km væk i vest nordvestlig retning.
Den 21. oktober 1993 fik Bolekhiv status som en regionalby (indtil da havde det været en by i Dolyna rajon). Den omfatter seks landkommuner (kommuner) og elleve landsbyer. Kommunerne er:
- Huzijiv
- Kozakivka, Sukil
- Mizritjtjja, Zaritjtjja
- Pidberezjzjja
- Poljanytsja, Bubnysjtje, Bukovets
- Tysiv, Tanjava

## Befolkning
I 2001 havde regionalbyen befolkning på 21.232. De største distrikter i Bolekhiv er Bolekhiv by (10.590), Tysiv kommune (3.352) og Mizhrichchia kommune (1.891). Det mindste samfund er Huzijiv-kommunen med en befolkning på 1.159 (2001).

## Galleri
- Bolekhiv Rådhus
- Hellige Myrrabærers kirke
- St Paraskeva Kirke
- Villa i Bolekhiv